# NINO (Textil)

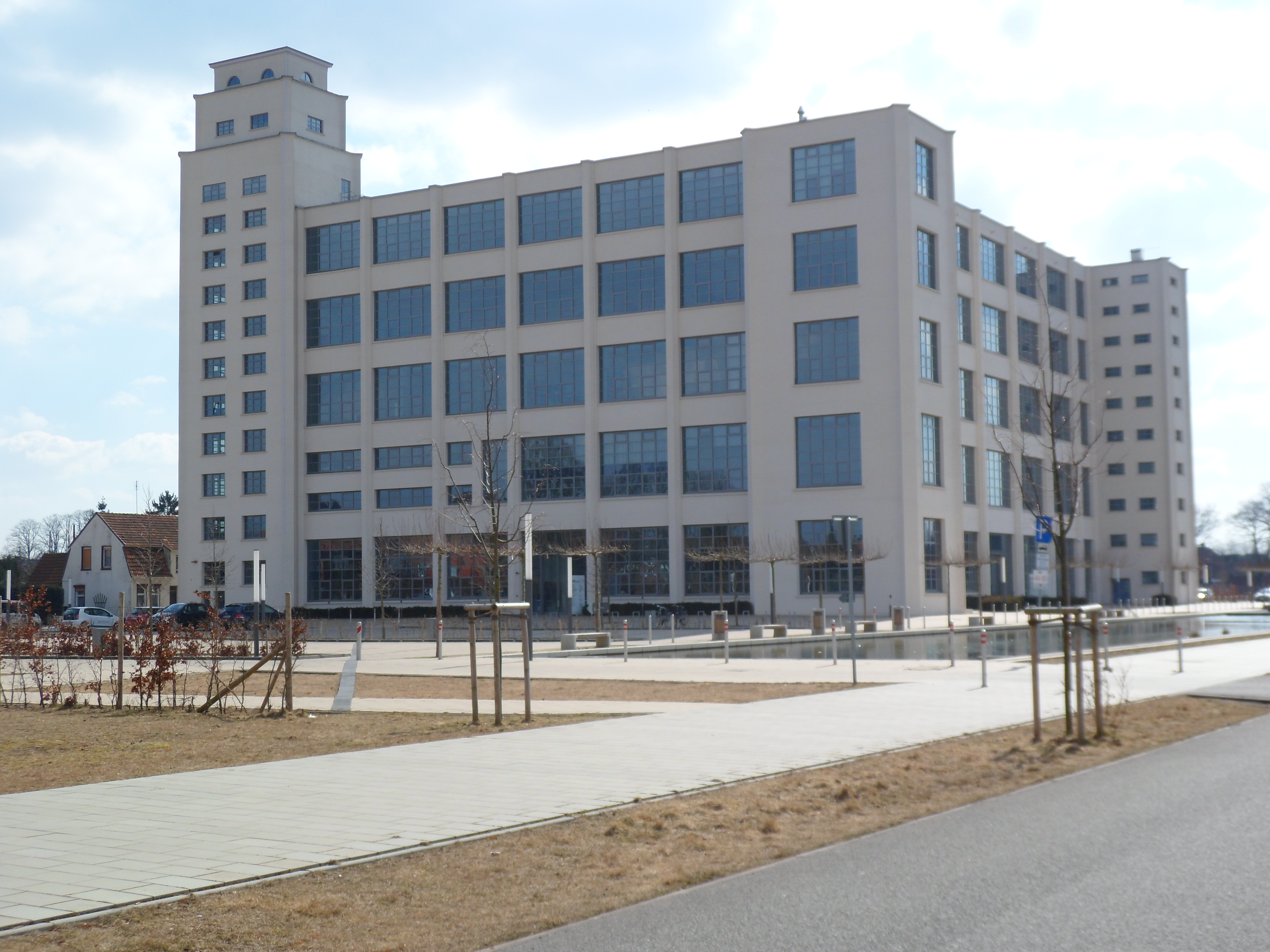
Ehemaliger NINO Spinnerei-Hochbau, heute Wirtschaftskompetenzzentrum im NINO-Wirtschaftspark

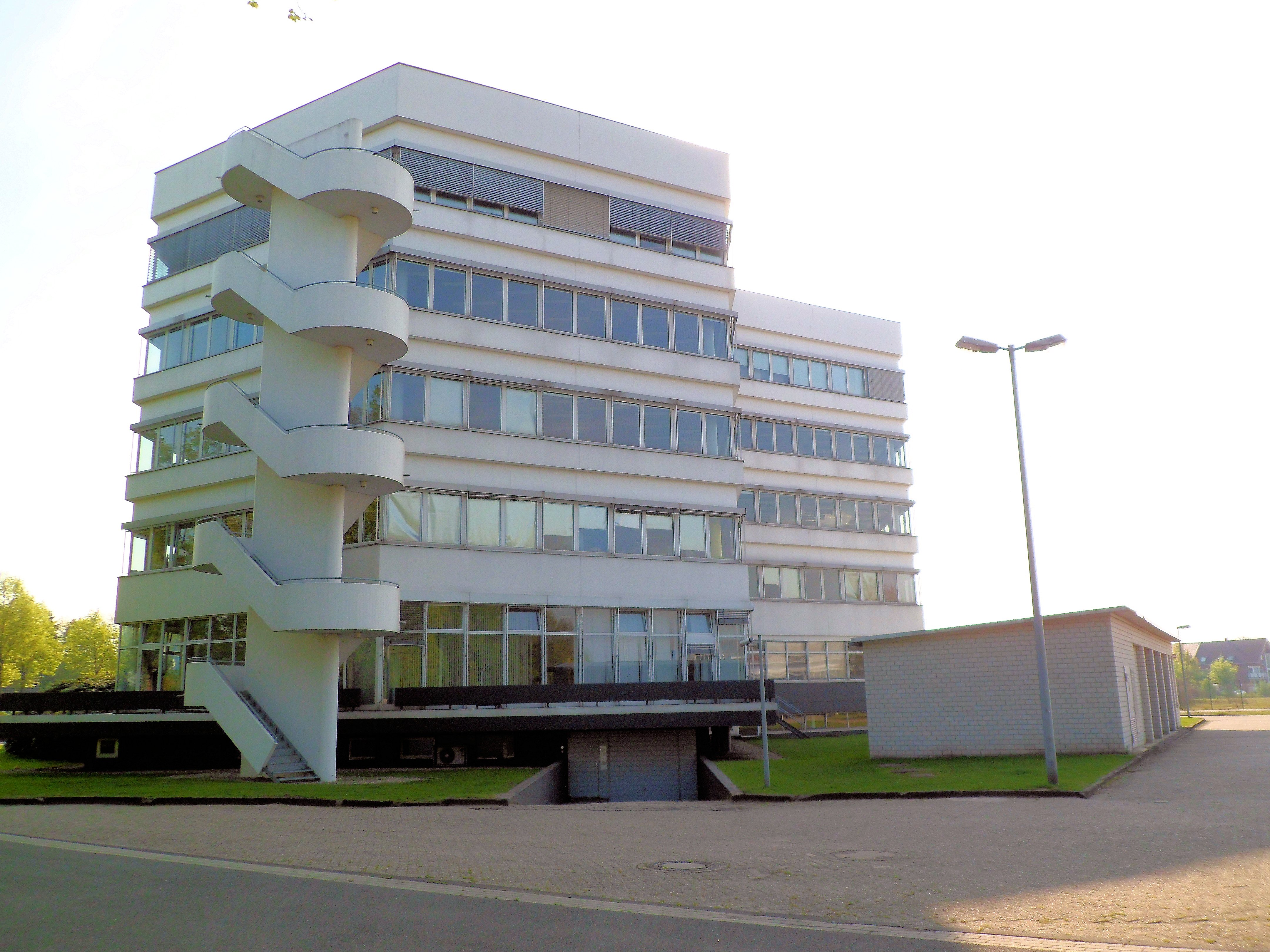
Ehemaliges zweites NINO-Verwaltungsgebäude, in dem heute unter anderem die NINO Vertriebs GmbH in einem Büro ihren Sitz hat.

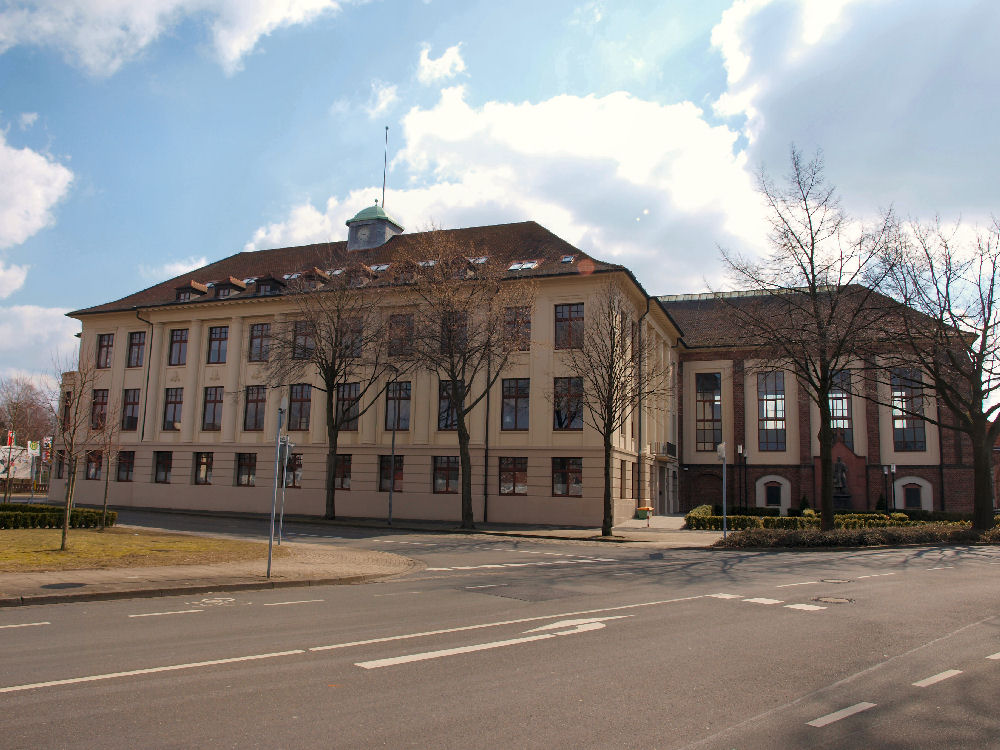
Verwaltungsgebäude mit Ballenlager, heute u. a. Zahnarztpraxis

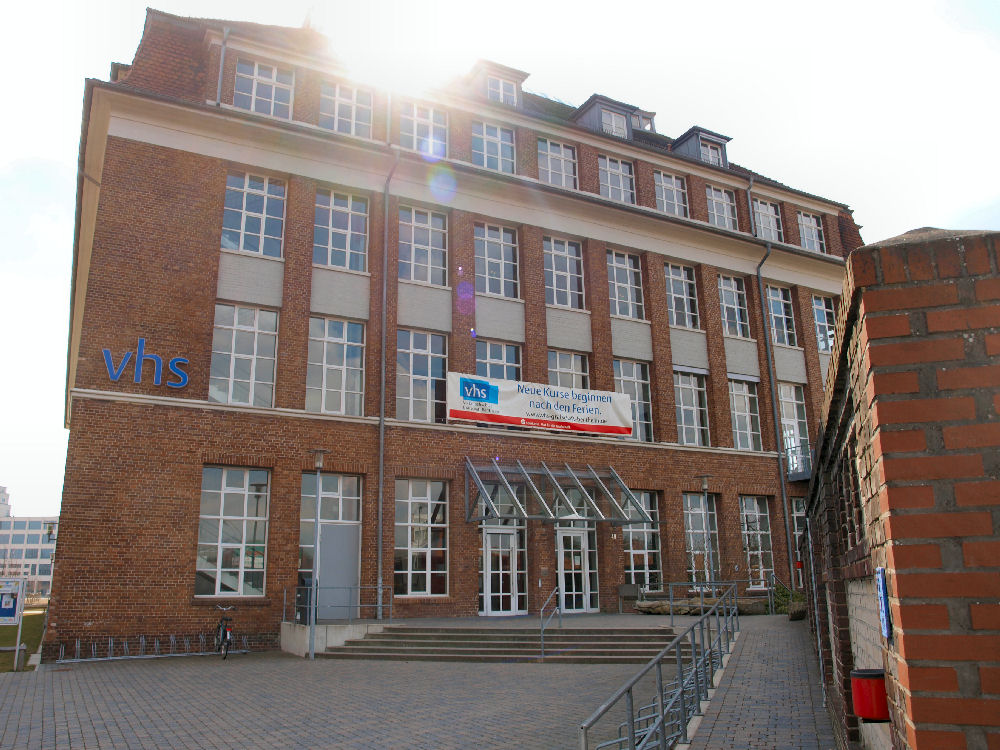
Rohgewebelager, heute Nordhorner Volkshochschule

Das 1897 gegründete Unternehmen Niehues & Dütting (N&D), ab 1950 NINO genannt, war eine Nordhorner Spinnerei und Weberei, die zusammen mit den ebenfalls in Nordhorn ansässigen Unternehmen Ludwig Povel & Co und B. Rawe & Co zu den führenden Textilunternehmen zählte und zwischen 1950 und 1970 auch europaweit an der Spitze stand.
NINO stellte im Jahr 1996 – nach Povel als zweite der drei großen Nordhorner Textilfabriken – den Betrieb ein.

## Weiterentwicklung
Heute existiert unter dem Namen „NINO Vertriebs GmbH“ eine aus einem Management-Buy-out im Rahmen des Konkursverfahrens entstandene Nachfolgegesellschaft, die die Patente und Marken der ehemaligen NINO AG verwaltet und mit im Ausland produzierten Stoffen handelt – darunter auch NINO-Flex.
Auf dem ehemaligen, 20 Hektar großen Fabrikgelände entstand nach jahrelangen teuren Bodensanierungsmaßnahmen der NINO-Wirtschaftspark. Einige Gebäude, darunter der Spinnereihochbau, das Rohgewebelager und ein Verwaltungsgebäude wurden entsprechend den neuen Gegebenheiten umgebaut und bildeten die Säulen des neuen Wirtschaftsparks. Diese Gebäude, ein an einem anderen Standort stehendes Verwaltungsgebäude und der frühere Fabrik-Hafen stehen unter Denkmalschutz.

## Geschichte
Im Dezember 1897 gründeten der Textilingenieur Bernhard Niehues (1868–1950) aus Münster und der Osnabrücker Textilkaufmann Friedrich Dütting (1858–1925) in der damaligen Gemeinde Frensdorf, heute Nordhorn, das Textilunternehmen Niehues & Dütting (N&D). Mit 30 Webstühlen und 60 Mitarbeitern begannen sie auf dem verkehrsgeografisch besonders günstig zwischen der Bentheimer Bahn und dem Nordhorn-Almelo-Kanal direkt im Anschluss zum Nordhorner Bahnhof gelegenen, ehemalig ackerbaulich genutzten „Frensdorfer Oberesch“ mit der Produktion der so genannten Waterschürzen', einem Schürzenstoff, den die Firma Povel weiterentwickelt und 1889 auf den Markt gebracht hatte und der seither deren Hauptproduktion darstellte. Die Art der Herstellung hatte Bernhard Niehues während eines Volontariats bei Povel kennengelernt. Sein Unternehmen stellte er in direkte Konkurrenz zu Povel, wie sein Markenzeichen, ein Globus mit dem Aufdruck „Weltmarke N&D“ zeigte, das mit dem Slogan „Das Allerbeste vom Besten“ direkt auf das Logo von Povel mit der Aussage „Vom Besten das Beste“ anspielte.
N&D stieg rasch zum „vollstufigen Unternehmen mit Spinnerei, Weberei und Veredlung“ (dreistufiges, vertikal integriertes Textilunternehmen aus Spinnerei, Weberei und Veredlung) auf und überbot die Umsätze der bis dahin in der Region führenden Firma Povel. Der Betrieb bestand 1908 aus einer mechanischen Baumwollweberei, Färberei, Bleicherei sowie einem eigenen Kraftwerk. Als N & D 1929 in der Prollstraße einen modernen Fabrikkomplex mit dem nach den Plänen des Stuttgarter Industriearchitekten Philipp Jakob Manz errichteten Spinnerei-Hochbau als Mittelpunkt errichten ließ, firmierte das Unternehmen unter dem Namen „Baumwoll-Buntspinnerei und -weberei Niehues & Dütting“. Mit der Inbetriebnahme dieses Hochbaus, 3000 Beschäftigten, 3000 Webstühlen und 185.000 Spindeln wurden N & D zur größten Baumwoll-Buntspinnerei Deutschlands. Als Ausdruck ihrer Spitzenstellung durften N & D auf der Weltausstellung in Barcelona 1929 die deutsche Textilindustrie im Deutschen Pavillon vertreten.
Im Zweiten Weltkrieg blieben die Fabrikanlagen von Zerstörungen verschont und konnte sogar die Produktion weitgehend aufrechterhalten bleiben, nicht zuletzt, weil N & D in großem Umfang Zwangsarbeiter – nach Angaben der Arbeitsgemeinschaft für Friedens- und Konfliktforschung „5757 Zwangsarbeiter aus zwölf verschiedenen Nationen“ – beschäftigte.
1959 wurde die „NINO GmbH + Co“, eine Abkürzung aus Niehues und Nordhorn, mit dem Firmenzweck „Herstellung von Geweben wie Cord, beschichteten Textilien, Mischungen für Bekleidung, aber auch Kammgarne, Effektgarne, Chemiefasern“ gegründet und das Werk spezialisierte sich zunehmend auf die Veredelung von Stoffen. Gleichzeitig verkaufte es seine Stoffe unter der Marke NINO. Die Verwendung eines Warenzeichens für Kleidung war seinerzeit eine innovative Idee und bis dato weitgehend unüblich. Versucht heute quasi jeder Textilhersteller, seine Produkte zu einem unverwechselbaren Modelabel und damit zu einem Statussymbol zu entwickeln, wurde Mode bis Mitte des 20. Jahrhunderts lediglich in Haute Couture und konfektionäre Massenware eingeteilt, wobei bei letzterer die Kriterien fehlten, die einen Markenartikel kennzeichnen.
Der NINO-Flex-Stoff, mit dem Outdoor-Kleidung produziert und der in millionenschweren Werbekampagnen als „winddicht, wasserabweisend, atmungsaktiv“ angeboten wurde, fand weltweiten Absatz. Mit der Bezeichnung NINO-Flex wurde damit erstmals ein Markenname für ein Weberei-Produkt etabliert, der so erfolgreich war, dass er nach einiger Zeit zu einem Gattungsbegriff wurde. Der NINO-Flex-Mantel galt als eine Innovation der Textilindustrie während der Wirtschaftswunderjahre und war ein Verkaufsschlager in Westeuropa.
Mit 6100 Beschäftigten erreichte die Firma 1955 ihren höchsten Beschäftigungsstand. Ab Juli 1959 firmierte Niehues & Dütting auch offiziell unter dem Namen NINO und zählte sich zum Weltstandard. 1972 erfolgte die Umwandlung in eine Aktiengesellschaft, die unter NINO AG firmierte, die Aktien befanden sich im Familienbesitz. In den 1970er Jahren war NINO über die 100%ige Tochtergesellschaft Interdat GmbH, später EUREGIO-DV GmbH, auch als Rechenzentrums-Dienstleister für Unternehmen, vorwiegend ebenfalls aus der Textilindustrie, außerhalb der NINO-Gruppe tätig. Im Einsatz waren damals u. a. eine IBM/360-50 mit 384 KB Arbeitsspeicher, eine IBM/370-155 mit 512 KB, später 1 MB Arbeitsspeicher sowie eine IBM System/370-148. Im Dezember 1984 erfolgte der von der Deutschen Bank betreute Börsengang der NINO AG. Generalbevollmächtigter war der Politologe Rolf Paas (* 1931). Geschäftsführer wurde Kurt-Joachim Kase (* 1938), der ab 1981 als Vorstandsvorsitzender der Adolff AG tätig war.
Seit der Textilkrise ab Mitte der 1970er-Jahre führten die Veränderungen im Welttextilmarkt und die zunehmende Globalisierung zu einem schrittweisen Ende des Unternehmens. Das Unternehmen konnte im internationalen Wettbewerb mit der Konkurrenz nicht mehr mithalten und schrieb hohe Verluste. 1987 wurde wegen des mit den Entwicklungen einhergehenden Umsatzrückganges eine „Verschlankung“ der Produktion eingeleitet und das Zweigwerk Lathen geschlossen. Weitere Umsatzeinbrüche und ein gescheitertes Sanierungskonzept führten 1994 zum Konkurs der NINO AG. Nach der Einstellung der Produktion wurden die Spinnereimaschinen nach Osteuropa verkauft. Zum 31. Dezember 1994 verloren auch die verbliebenen 1.570 Beschäftigten ihre Arbeitsplätze. 1996 wurde die bis dahin verbliebene Veredelungs-Produktion vollständig eingestellt und das letzte Werk in Nordhorn geschlossen. Zurück blieb, wie schon im Fall von Povel, eine weitere, riesige Industriebrache in unmittelbarer Innenstadtnähe, aus dem sich viele Jahre später der NINO-Wirtschaftspark entwickelte.
Die NINO AG erzielte 1993 einen Umsatz von 320 Millionen DM. NINO gehörte jahrzehntelang zu den zehn größten Textilunternehmen in Deutschland.